# Печорки (заповідне урочище)
Печо́рки — лісове заповідне урочище в Україні. Розташоване в межах Сарненського району Рівненської області, біля східної частини села Дерть.
Площа 7,2 га. Статус присвоєно згідно з рішенням Рівненського облвиконкому № 33 від 28.02.1995 року. Перебуває у віданні ДП «Остківський лісгосп» (Остківське л-во, кв. 28, вид. 16).
Статус присвоєно для збереження частини лісового масиву з насадженнями граба.